# Microlinyphia pusilla quadripunctata
Microlinyphia pusilla là một loài nhện trong họ Linyphiidae.
Loài này thuộc chi Microlinyphia. Microlinyphia pusilla quadripunctata được Embrik Strand miêu tả năm 1903.

## Hình ảnh

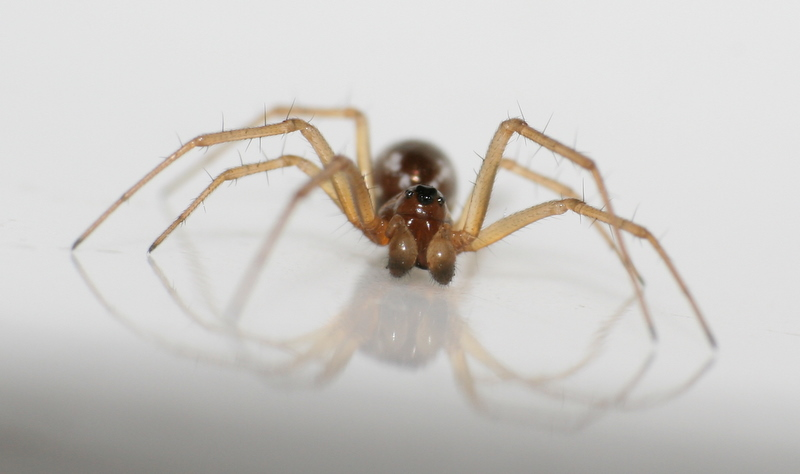
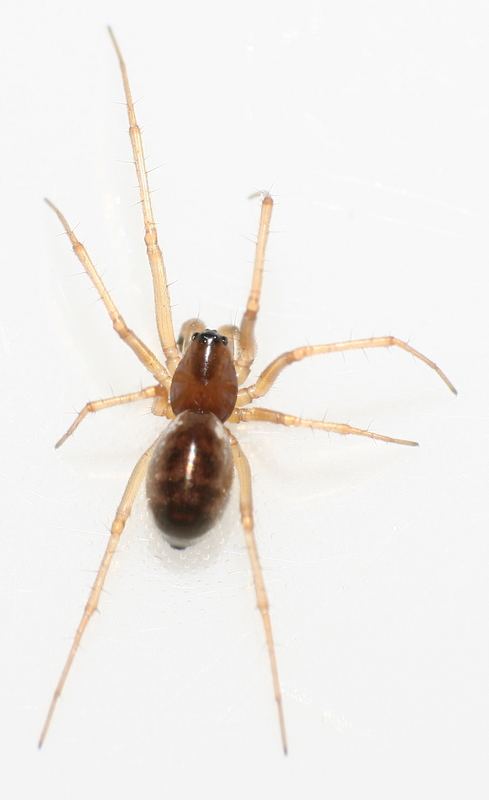